# كيركيدبرايتشيري
كيركيدبرايتشيري (بالإنجليزية: Kirkcudbrightshire)‏ منطقة تقع إدارياً ضمن دومفريز وغالاوي ‏ في المملكة المتحدة.

## أعلام
- جون بول جونز